# 津輕義孝

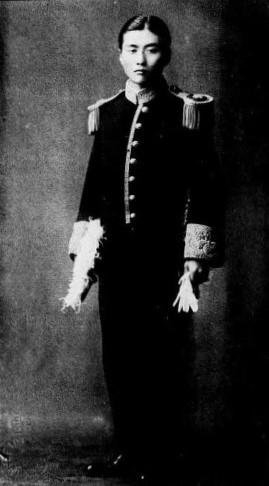
津輕義孝

津輕義孝（日語：つがる よしたか，1907年12月18日—1994年8月22日），日本馬事關係者、伯爵，原名德川義孝，為舊弘前藩津輕氏第十四代當主。其四女兒為正仁親王妃華子。

## 生平
1907年12月18日，義孝於東京府出生，為尾張德川家男爵家德川義恕的次子，而義孝之生母為弘前藩津輕氏第十二代當主津輕承昭之女寬子。1919年，義孝成為津輕氏的養子（時任當主為其舅舅津輕英麿），改姓津輕。於英麿病逝後，他成為津輕氏第十四代當主，並繼承其伯爵頭銜。
於舊制學習院高等科畢業後，升讀東北帝國大學理學部（後退學）。他從小就喜歡騎馬，於二戰前曾在日本競馬會工作，並於宮內省下總御料牧場參與競賽馬的訓練及育成。
1952年，於擔任日本競馬會外郭團體的競馬共助會監事期間，為二戰後的日本賽馬復興打好基礎（支柱），津輕曾親自到澳洲及新西蘭，挑選一些當地的賽馬（俗稱澳州撤拉），最後買下十七匹，另外再買七隻懷孕中的牝馬（指雌性的馬）。一年後，他和東京競馬場調教師尾形藤吉到美國，現場視察當地的賽馬情況。
1955年至1956年，他擔任日本中央競馬會（JRA）馬事公苑苑長、監督及教育JRA長期騎手課程訓練生，並擔任1964年夏季奧林匹克運動會的東京準備室室長（另外他還兼任教育及監督）。後來他向馬事公苑提出要繫殖及令矮種馬普及，甚至還努力營造一個令一般人也能熟悉馬匹的環境。同年，在1956年夏季奧林匹克運動會上他成為日本近代五種協會（當時名為日本近代五種競技連合）的視察員，並前往墨爾本寫比賽報告書。
1965年，他出任日本中央競馬會監事，又先後歷任財團法人馬事文化財團理事長、馬之博物館館長，1989年至1994年接替德川宗敬出任第4代日本博物館協會會長。
1994年8月22日，津輕義孝因心臟衰竭而逝去，享年86歲。津輕氏當主之位，由他的外孫津輕晉（長女泰子次子）繼承。

## 家族
義孝之妻為子爵毛利元雄（父親為毛利元敏）之女久子，兩人育有四名女兒，分別是長女泰子（丈夫為西田幾多郎之孫西田幾久彥）、次女美枝子（嫁給山田英夫）、三女明子（嫁給高野實）、四女華子（丈夫為常陸宮正仁親王）。